# 杨楼镇 (单县)
杨楼镇，是中华人民共和国山東省菏泽市单县下辖的一个乡镇级行政单位。

## 行政区划
杨楼镇下辖以下地区：
杨楼东村、杨楼西村、黄尔庄村、朱麻子村、崇福集村、刘寨村、朱寨村、梁庄村、尤庄村、蒋楼村、苏门楼村、许楼村、杨黑楼村、王集村、大姜庄村、大朱庄村、郑店村、孟寨村、朱破楼村、张平坊村、土疙瘩村、赵奄村、伊庄村、孟新楼村和王呼庄村。